# There There
"There There" är en låt av det brittiska bandet Radiohead, utgiven på albumet Hail to the Thief 2003. Den släpptes som singel den 26 maj 2003.

## Låtlista
CD & 12"
1. "There There" - 5:23
2. "Paperbag Writer" - 3:58
3. "Where Bluebirds Fly" - 4:32

## Medverkande
- Thom Yorke - sång, gitarr
- Jonny Greenwood - gitarr, leksakspiano
- Ed O'Brien - gitarr, effekter, bakgrundssång
- Colin Greenwood - elbas
- Philip Selway - trummor, percussion